# Častrov
Častrov (deutsch Czastrow, auch Tschastrow) ist eine Gemeinde in Tschechien. Sie liegt acht Kilometer östlich von Kamenice nad Lipou und gehört zum Okres Pelhřimov.

## Geographie
Častrov befindet sich am Oberlauf der Žirovnice im Südwesten der Böhmisch-Mährischen Höhe.
Nördlich erhebt sich der U Kobyly (631 m), im Nordosten der Vrch (708 m), östlich der Čihadlo (665 m), im Süden der Jedlí (653 m), südwestlich der Perky (652 m), im Westen der Pelecký kopec (719 m) und im Nordwesten der Troják (703 m).
Nachbarorte sind Drážďany, Barborka und Vlásenice-Drbohlavy im Norden, Mezná und Veselá im Nordosten, Perky im Osten, Ctiboř im Südosten, Jakubín und U Hronášů im Süden, Metánov und Lhota im Südwesten, Vlasenice und Antonka im Westen sowie Johanka und Pelec im Nordwesten.

## Geschichte

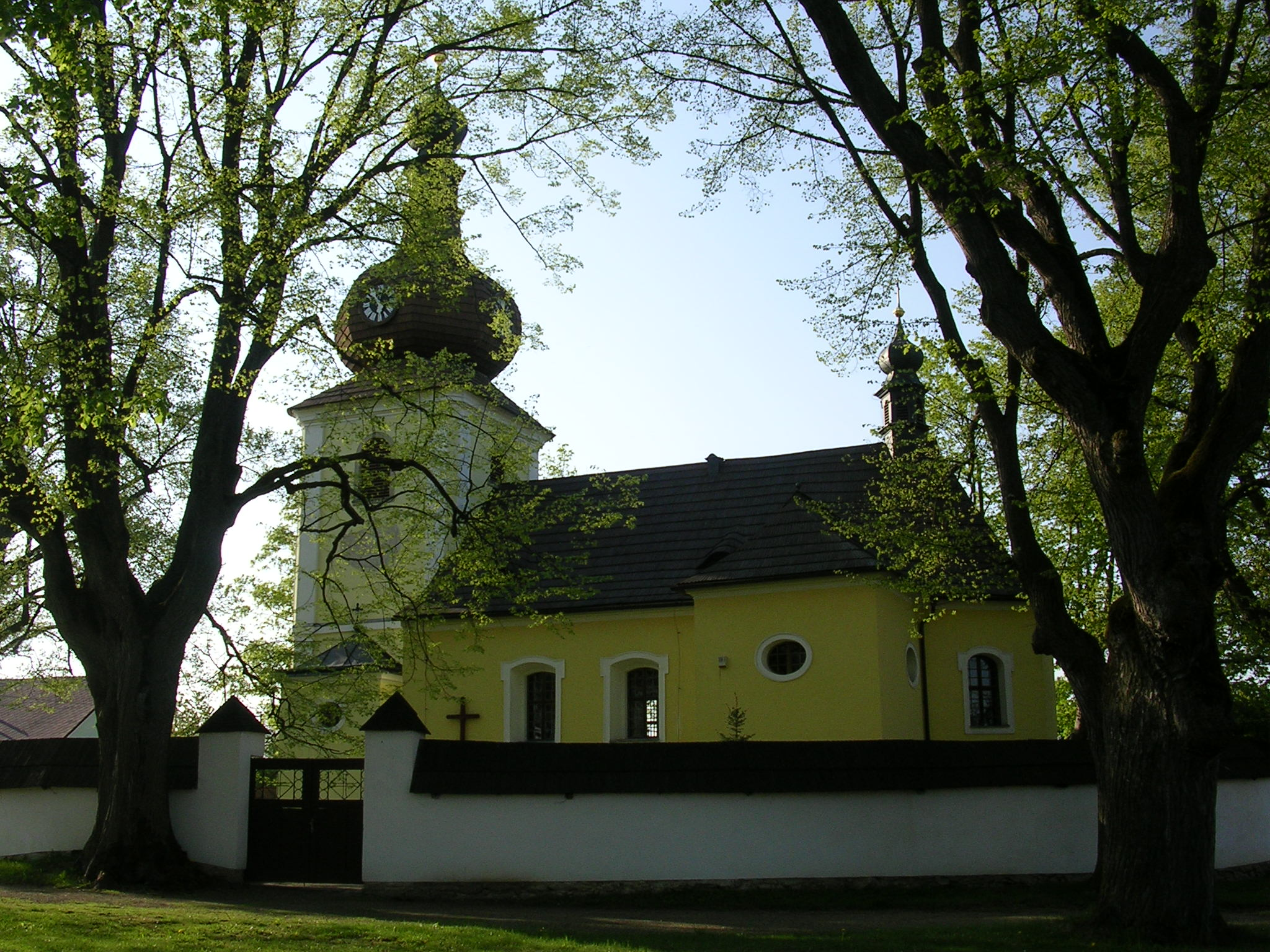
Kirche des hl. Nikolaus

Die Kolonisation der Urwälder im böhmisch-mährischen Grenzgebiet begann im 12. Jahrhundert, nachdem Vladislav II. dem Bistum Prag große Teile davon überließ. Die beim Landesherrn verbliebenen Gebiete erwarb Witiko von Prčice und ließ sie von Siedlern urbar machen. Sein Sohn Heinrich I. von Neuhaus errichtete zu Beginn des 13. Jahrhunderts die steinerne Burg Žirovnice und setzte die Besiedlung in deren Umgebung fort. Unbesiedelt blieb ein Urwaldstreifen zwischen Pelhřimov und Neuhaus. Diesen erwarben die Herren von Beneschau und Bechin und setzten in der Mitte des 13. Jahrhunderts ausgehend von Černovice die Besiedlung fort. Nachfolgend entstanden Kamenice, Horní Cerekev und Počátky. Die erste schriftliche Erwähnung von Ctiboř datiert aus dem Jahre 1233. In diese Besiedlungsphase fällt wahrscheinlich auch die Gründung von Častrov. Erstmals ist der Ort in einem aus der Zeit vor 1296 stammenden Schriftstück des Bischofs Tobias von Bechin nachweisbar. Es wird angenommen, dass das Dorf, ähnlich wie Pelec, dessen Name sich von Pelz herleitet, nordwestlich des heutigen Častrov am Platz Starý Častrov von deutschen Siedlern angelegt wurde. Während Ctiboř und Jakubín zur Herrschaft Žirovnice gehörten, waren Častrov, Metánov und Pelec die meiste Zeit nach Kamenice untertänig. Im Jahre 1350 ließ der Besitzer von Kamenice, Dobeš z Bechyně (1312–1361), die Kirche St. Nikolaus in Častrov errichten. 1362 wurde in Častrov eine Plebanie eingerichtet, die 1384 zur Pfarre erhoben wurde. In der Umgebung des Waldes Hájek zwischen Jabubín und Žirovnice lagen die Ansiedlungen Častrovské Dvorce, Kolíbky und Straněnské Dvorce. Sie wurde im Herbst 1425 beim Kriegszug der Hussiten nach Mähren zerstört. Die Siedlungen Kobylá und Jetřiše bei Častrov erloschen dabei wahrscheinlich auch.
Heinrich IV. von Neuhaus verkaufte Častrov und Metánov 1489 an Mikuláš Holakovský von Proseč. 1534 gehörte Častrov dem Landadeligen Douha von Častrov. Bei der 1549 erfolgten Erbteilung zwischen den Töchtern des Jan von Leskovec war Častrov bereits wieder ein Teil der Kamenitzer Herrschaft. Metánov fiel dabei dem Magdalény von Lípa gehörigen Kamenitzer Anteil zu, während Častrov Teil des Božejover Anteil wurde. 1550 vereinte der neue Besitzer Zdeněk Malovec von Malovice die Herrschaft wieder. Die Güter des Zikmund Matěj Vencelík von Vrchovište, der Kamenice als Heiratsgut von den Malovec erworben hatte, wurden 1620 wegen seiner Beteiligung am Ständeaufstand konfisziert. Drei Jahre später kaufte der spanische Offizier Heinrich Paradys von Eskavie (Paradies von Eschaide) die Herrschaft Kamenitz für 109.956 Schock Meißnische Groschen. 1638 erbten seine minderjährigen Söhne Martin und Bartholomäus de la Saga den Besitz, wobei Vlásenice, Pelec, Častrov und Metánov von Bartholomäus verwaltet wurden In der berní rula von 1654 sind für Častrov 32 Wirtschaften ausgewiesen. Durch den Dreißigjährigen Krieg lagen zahlreiche Anwesen wüst. Auf den verlassenen Gründen entstand in dieser Zeit der Herrenhof Metánov. 1672 erbte Bernard František Paradies de la Saga Častrov und Metánov.
Im Jahre 1711 kaufte Heinrich Graf Daun die Dörfer Častrov und Metánov sowie die neu entstandene Ansiedlung Berky von den Paradies de la Saga. Er errichtete eine kleine Herrschaft, deren Sitz Častrov wurde und ließ die alte Feste zu einem Barockschloss umgestalten. Die Herrschaft umfasste die Herrenhöfe Častrov, Metánov und Stará Huť sowie die Glashütte Stará Huť mit der zugehörigen Siedlung. 1721 erwarb Franz Karl von Ebelin auf Friedberg die Herrschaft Častrov. Er gründete in Častrov eine Weinbrennerei und eine Brauerei. Das Častrover Bier wurde bis nach Jindřichův Hradec verkauft. 1749 kaufte der Kuttenberger Bürger und Glasmachermeister František Karel Adler Častrov. Adler ließ 1761 ein neues Pfarrhaus errichten und die Kirche erhielt wieder einen eigenen Pfarrer. Zu dieser Zeit entstand auch die Pfarrschule. Nördlich von Častrov gründete Adler die Glashütte Nová Huť mit zehn Schmelzpfannen und eine Siedlung für die Glasarbeiter. Nachfolgender Besitzer der Herrschaft waren ab 1790 Joseph Anton Ritter von Ehrenfeld und danach der Iglauer Bürger Jan Weiss. 1822 erfolgte eine öffentliche Versteigerung des Nachlasses von Weiss, bei der Karl Graf Rey auf Kamenitz den Zuschlag für die Herrschaft Častrov erhielt und diese wieder mit Kamenitz vereinte.
1829 musste Reys Witwe die Herrschaft Kamenice einschließlich Častrov an der Wiener Bankier Johann Heinrich Geymüller verkaufen. 1835 übernahm dessen Sohn Jakob Rudolf Geymüller die Herrschaft. Ihm gehörten die Güter bis 1896. 1839 ließ Geymüller in Častrov eine neue Brauerei erbauen.
Nach der Aufhebung der Patrimonialherrschaften bildete Částrov ab 1850 mit dem Ortsteil Perky (früher Berky) und den Ansiedlungen Barborka (früher Stará Huť) und Drážďany (früher Nová Huť) eine Gemeinde in der Bezirkshauptmannschaft Pelhřimov. Der seit Ende 1847 zwangsverpachtete Herrenhof Metánov wurde 1857 abgerissen. In der Mitte des 19. Jahrhunderts setzte eine große Auswanderungswelle nach Amerika ein. 1862 ließ Jakob Rudolf Geymüller auch das Schloss Častrov abtragen. Erhalten blieb nur das herrschaftliche Hegerhaus, das von den Hirten des Častrover Hofes bewohnt wurde. Ab 1905 gehörte Částrov zur Bezirkshauptmannschaft Kamenice. 1919 wurde Perky eigenständig. Seit 1921 trägt die Gemeinden den Namen Častrov. 1938 kam Perky wieder als Ortsteil zu Častrov. Nach der Aufhebung des Okres Kamenice nad Lipou wurde Častrov mit Beginn des Jahres 1961 dem Okres Pelhřimov zugeordnet. 1964 wurden Ctiboř, Metánov, Pelec und Jakubín eingemeindet.

## Gemeindegliederung
Die Gemeinde Častrov besteht aus den Ortsteilen Častrov (Czastrow), Ctiboř (Ztiborsch), Jakubín (Jakubin), Metánov (Metanow), Pelec (Peletz) und Perky (Perke) Zu Častrov gehören außerdem die Ansiedlungen Barborka (Baborka) und Drážďany (Draschdum).
Das Gemeindegebiet gliedert sich in die Katastralbezirke Častrov, Ctiboř u Častrova, Jakubín, Metánov und Pelec.

## Sehenswürdigkeiten
- barocke Kirche des hl. Nikolaus, der 1350 errichtete ehemals gotische Bau erhielt seine heutige Gestalt ab 1722 unter Franz Karl von Ebelin
- Pfarrhaus, errichtet zum Ende des 18. Jahrhunderts
- Naturschutzgebiet Pstruhovec am gleichnamigen, von der Žirovnice gespeisten, Teich; östlich von Pelec
- neoromanische Kapelle der hl. Dreifaltigkeit in Ctiboř, erbaut 1868
- Kapelle Mariä Himmelfahrt in Metánov, errichtet 1900–1903
- Jakub-Hron-Museum in der Schule in Metánov, eröffnet 2007
- Kapelle der hl. Familie in Perky, errichtet 1900

## Söhne und Töchter der Gemeinde
- Jakub Hron, genannt Metánovský (1840–1921), tschechischer Physiker, geboren in Metánov